# Sam Greenlee
Sam Greenlee   (Chicago, 13 de juliol de 1930 - Chicago, 19 de maig de 2014) va ser un escriptor estatunidenc de ficció i poesia. És conegut sobretot per la seva novel·la The Spook Who Sat by the Door, publicada per primera vegada el març de 1969 a Londres per Allison & Busby, després d'haver estat rebutjada per desenes d'editorials. La novel·la es va convertir posteriorment en la pel·lícula homònima de 1973, dirigida per Ivan Dixon i coproduïda i escrita per Greenlee, que ara es considera un clàssic de culte.

## Biografia
Sam Greenlee va néixer a l'Hospital St. Luke de Chicago, en una família afroamericana. Els seus pares eren la cantant i ballarina Desoree Alexander i l'activista sindical Samuel Greenlee. Va créixer a l'oest de Woodlawn. Va assistir a l'Englewood High School i el 1948 va guanyar una beca per a la Universitat de Wisconsin, on es va graduar el 1952 amb una llicenciatura en ciències polítiques. Va ser membre de la fraternitat Kappa Alpha Psi i va servir a l'exèrcit dels Estats Units d'Amèrica de 1952 a 1954, aconseguint el grau de tinent, i de 1954 a 1957 va fer estudis de postgrau en relacions internacionals a la Universitat de Chicago.

### Servei exterior dels EUA
El 1957, Greenlee va començar una carrera a l'Agència d'Informació dels Estats Units (USIA) i, en tant que un dels primers funcionaris negres a treballar a l'estranger, va servir a l'Iraq, Pakistan, Indonèsia i Grècia entre 1957 i 1965. El 1958, se li va concedir la Medalla al Servei Meritori per la valentia durant la Revolució del 14 de juliol a Bagdad.
Deixant l'USIA després de vuit anys, es va quedar a Grècia, on va continuar els estudis (1963–64) a la Universitat Aristotèlica de Tessalònica, i va viure durant tres anys a l'illa de Míkonos amb la seva primera esposa, Nienke de Jonge.

### Carrera d'escriptor

#### The Spook Who Sat by the Door / El nostre infiltrat a la CIA
Va ser mentre vivia a Míkonos que Greenlee va començar a escriure la seva primera i més coneguda novel·la, El nostre infiltrat a la CIA, considerada «una de les primeres grans novel·les de nacionalisme negre», és la història d'un home negre, Dan Freeman, que és reclutat com a oficial de la CIA i després d'haver dominat les habilitats de l'espionatge, les utilitza per a liderar un moviment guerriller negre als Estats Units. Greenlee es va basar en la seva carrera al servei exterior dels EUA. En una entrevista de 1973 a The Washington Post va declarar: «Les meves experiències van ser idèntiques a les de Freeman a la CIA... Tot el que hi ha en aquest llibre és real. Si no m'ho van dir, ho vaig escoltar».
El títol de la novel·la incorpora un doble sentit, atès que spook és tant un insult racista per a una persona negra, com té el significat d'«espia» o «agent d'intel·ligència» en argot. Rebutjada diverses vegades per les principals editorials d'ambdós costats de l'Atlàntic, El nostre infiltrat a la CIA va ser finalment publicada a Londres el març de 1969 per la recentment fundada Allison and Busby. El llibre va aconseguir una atenció crítica notable i va ser publicat posteriorment als EUA per Richard W. Baron.
Greenlee va coescriure més tard (amb Mel Clay) el guió del que es va convertir en la pel·lícula de 1973 The Spook Who Sat by the Door que va coproduir amb el director Ivan Dixon, i que es considera «una de les pel·lícules més memorables i apassionades que va sorgir al començament de l'era de la blaxploitation». El 2011, Christine Acham i Clifford Ward van filmar un documental independent titulat Infiltrating Hollywood: The Rise and Fall of the Spook Who Sat by the Door, sobre la realització i recepció de la pel·lícula Spook, en què Greenlee parlava de la supressió de la pel·lícula poc després de la seva estrena. En una trobada casual amb Aubrey Lewis (1935–2001), un dels primers agents negres de l'FBI que va ser reclutat l'any 1962, aquest va reconèixer a Greenlee que El nostre infiltrat a la CIA era una lectura obligatòria a l'Acadèmia de l'FBI a Quantico.

#### Altres obres
Altres treballs de Greenlee inclouen Baghdad Blues, una novel·la de 1976 basada en les seves experiències viatjant a l'Iraq als anys 1950 i testimoni del cop d'estat a l'Iraq de 1958; Blues for an African Princess (una col·lecció de poemes de 1971) i Ammunition (poesia, 1975). També va escriure contes, obres de teatre (tot i que no va trobar cap productor per a cap d'elles), i el guió d'un curtmetratge anomenat Lisa Trotter (2010), una història adaptada de Lisístrata d'Aristòfanes.

### Anys posteriors
Greenlee va viure a Ghana i Espanya durant alguns anys, abans de tornar a Chicago a finals dels anys 1980. El seu matrimoni amb Nienke Greenlee va acabar en divorci, i el 1978 es va casar breument amb l'actriu Yvette Hawkins, i després d'una llarga relació amb Maxine McCrey, va tenir una filla, Natiki. El 1990, va ser nomenat Poeta Laureata de Chicago. Va ensenyar guió al Columbia College de Chicago i va organitzar un programa de tertúlies a la ràdio WVON. També va treballar en una autobiografia que s'anomenaria Sam's Blues: Adventures of a Travelling Man.
El 19 de maig de 2014, Greenlee va morir a Chicago als 83 anys. El 6 de juny de 2014, el Museu DuSable d'Història Afroamericana de Chicago va patrocinar una vetllada d'homenatge en el seu honor, a la qual va assistir la seva filla Natiki Montano. El 2018, Greenlee va ser inclòs al Chicago Literary Hall of Fame, el lloc web del qual recorda: «Per a Greenlee, el seu art i la seva vida semblaven inseparables, i la seva producció magistral es basava en el Chicago en què va néixer, es va criar i es va dedicar per sempre, per molt lluny que el portessin les seves aventures». El 13 de juliol de 2022, que hauria estat el seu 92è aniversari, es va celebrar el dia de Sam Greenlee al barri de South Side de Chicago.